# Artvin (település)
Artvin város Törökországban, a Fekete-tenger partján, Artvin tartomány székhelye, az azonos nevű körzet központja. Törökök mellett örmények, lázok és kurdok lakják. A város a Çoruh folyó partján fekszik, a raftingolni vágyók kedvelt célpontja. A város környékén népszerűek a vízisportok, például a horgászat és a hajózás, a környező erdőkben pedig vadászni is lehet. A környék termálvizekben gazdag. A körzet népessége 2008-ban 32 272, a városé 23 527 fő volt.

## Történelme
A környéken az 1933-ban és 1955-ben talált rézbaltáknak köszönhetően úgy vélik, hogy a terület már Kr. e. 3000–4000 körül is lakott terület volt. Kr. e. 2000 körül a hurrik éltek itt, majd Kr. e. 1350-ben a hettiták kezére került, később pedig a szkíták hódították meg.  A hettiták után pártusok éltek itt, akik Kr. u. 350-ben bizánci befolyás alá kerültek. Később kazárok települtek a vidékre, akik egy ideig útját állták a be-betörő araboknak, ám 786-ban Hárún ar-Rasíd kalifának sikerült Bagdadhoz csatolnia. A Çoruh folyó menti területeket 1064-ben a szeldzsuk Alp Arszlán hódította meg, II. Mehmed uralkodása idején pedig oszmán fennhatóság alá került. Az 1877–78-as orosz–török háborút lezáró békeszerződés a területet Oroszországnak ítélte, a Szovjetunió 1918-ban adta vissza. Artvin 1924-ben emelkedett önálló tartományi rangra.

## Földrajza
Artvin a Pontuszi-hegység területén, a Fekete-tenger partján fekszik, tengerpartja 34 kilométer hosszú. A tartomány területén halad át a Çoruh folyó, illetve számos mellékfolyója. Ezen kívül számos kisebb patak ered itt, melyek a Fekete-tengerbe ömlenek. A területen szép számban találhatóak természetes tavak. A környékbeli hegyek közül a legmagasabb a Kaçkar-hegy (3937 m). A hegyeket 390 000 hektárnyi, jórészt örökzöldekből álló erdő borítja. Éghajlata a tengerszint feletti magasság változásával együtt változik, a tengerparton esősebb, melegebb, a hegyekben hűvösebb a nyár, itt a tél is tovább tart, a magasabb hegyeket pedig szinte mindig hó borítja.